# Pabellón de Portugal de la Exposición Universal de París de 1867
El Pabellón de Portugal fue un edificio que formó parte de la Exposición Universal de París de 1867, obra del arquitecto Rampin-Mayor (Viktor Rumpelmayer).

## Descripción
El inmueble fue destinado a representar la arquitectura portuguesa en la Exposición Universal de París de 1867. Mezcla según Francisco José Orellana de estilo gótico y oriental, habría tenido detalles de arquitectura renacentista, si bien no pertenecería a ningún género definido. Otras voces sugieren que pretendería reproducir el estilo manuelino. El arquitecto a cargo del proyecto fue un tal Rampin-Mayor, de quien se ha afirmado que desconocía la arquitectura de Portugal.